# Rekordy świata w pływaniu w płetwach
Rekordy świata w pływaniu w płetwach to lista najlepszych czasów uzyskanych na 50 metrowym basenie. Rekordy zatwierdzane są przez Światową Konfederacje Sportów Podwodnych (CMAS). Rekordy świata można ustanowić w następujących konkurencjach męskich i kobiecych oraz w sztafetach mieszanych (2 mężczyzn i 2 kobiety):
- Po powierzchni (SF) – indywidualne wyścigi: 50m, 100m, 200m, 400m, 800m oraz 1500m, sztafety: 4 × 100 m i 4 × 200 m.
- Bi-Fins (BF) – 50m, 100m, 200m oraz 400m.
- Pod wodą (AP) – 50m.
- Z aparatem oddechowym i butlą (IM) – 100m, 200m, 400m oraz 800m.

## Mężczyźni
| Konkurencja                                 | Czas     |    | Zawodnik                                                                                               | Państwo          | Data       | Zawody                        | Miejsce            | Źródło |
| ------------------------------------------- | -------- | -- | --- | ---------------- | ---------- | ----------------------------- | ------------------ | ------ |
| Bi-fins                                     |          |    | |                  |            |                               |                    |        |
| 50 metrów                                   | 17.96    |    | Szebasztian Szabo Gyoergyei                                                                            | Węgry            | 11.08.2025 | World Games                   | Chengdu            | [ 1 ]  |
| 100 metrów                                  | 40.45    |    | Szymon Kropidłowski                                                                                    | Polska           | 10.08.2025 | World Games                   | Chengdu            | [ 2 ]  |
| 200 metrów                                  | 1:32.85  |    | Kelen Cseplo                                                                                           | Węgry            | 12.04.2025 | Puchar Świata                 | Barcelona          | [ 3 ]  |
| 400 metrów                                  | 3:25.02  |    | Aleksey Fedkin                                                                                         | Rosja            | 15.07.2024 | Mistrzostwa świata            | Belgrad            | [ 4 ]  |
| Po powierzchni                              |          |    | |                  |            |                               |                    |        |
| 50 metrów                                   | 14.83    |    | Max Poschart                                                                                           | Niemcy           | 19.07.2025 | Mistrzostwa Europy            | Olsztyn            | [ 5 ]  |
| 100 metrów                                  | 33.71    | sz | Max Poschart                                                                                           | Niemcy           | 24.04.2022 | Puchar Świata                 | Lipsk              | [ 6 ]  |
| 200 metrów                                  | 1:17.71  |    | Nándor Kiss                                                                                            | Węgry            | 11.08.2025 | World Games                   | Chengdu            | [ 7 ]  |
| 400 metrów                                  | 2:52.68  |    | Nándor Kiss                                                                                            | Węgry            | 10.08.2025 | World Games                   | Chengdu            | [ 8 ]  |
| 800 metrów                                  | 6:12.74  |    | Nándor Kiss                                                                                            | Węgry            | 15.04.2023 | Puchar Świata                 | Eger               | [ 6 ]  |
| 1500 metrów                                 | 12:09.74 |    | Ádám Bukor                                                                                             | Węgry            | 5.07.2017  | Mistrzostwa Europy            | Wrocław            | [ 6 ]  |
| 4x50 metrów                                 | 59.35    |    | Max Poschart (15.00) Niklas Lössner (14.57) Justus Mörstedt (14.78) Marek Leipold (15.00)              | Niemcy           | 10.08.2025 | World Games                   | Chengdu            | [ 9 ]  |
| 4x100 metrów                                | 2:16.54  |    | Pavel Kabanov (34.22) Aleksey Kazantsev(34.72) Dmitry Kokorev (33.89) Dmitry Zhurman (33.71)           | Rosja            | 22.07.2017 | World Games                   | Wrocław            | [ 6 ]  |
| 4x200 metrów                                | 5:22.94  |    | Dmitrii Zhurman (1:21.29) Andrey Barabash (1:20.85) Evgeny Smirnov (1:20.18) Dmitrii Kokorev (1:20.62) | Rosja            | 29.07.2014 | Mistrzostwa Europy            | Lignano Sabbiadoro | [ 6 ]  |
| Pod wodą oraz z aparatem oddechowym i butlą |          |    | |                  |            |                               |                    |        |
| 50 metrów                                   | 13.70    |    | Pavel Kabanov                                                                                          | Rosja            | 30.06.2019 | Mistrzostwa Europy            | Janina             | [ 6 ]  |
| 100 metrów                                  | 30.97    |    | Myeongjun Shin                                                                                         | Korea Południowa | 11.10.2024 | 105 Narodowy Festiwal Sportów | Daegu              | [ 10 ] |
| 200 metrów                                  | 1:11.14  |    | Justus Mörstedt                                                                                        | Niemcy           | 01.06.2025 | Mistrzostwa Niemiec           | Rostock            | [ 11 ] |
| 400 metrów                                  | 2:40.40  |    | Chi Cheng                                                                                              | Chiny            | 25.06.2016 | Mistrzostwa świata            | Wolos              | [ 6 ]  |
| 800 metrów                                  | 5:46.96  |    | Szilárd Vilhelm                                                                                        | Węgry            | 28.07.2010 | Mistrzostwa Europy            | Kazań              | [ 6 ]  |

Legenda: e – rekord ustanowiony w eliminacjach, sz – rekord ustanowiony na pierwszej zmianie sztafety 
Stan na 12 sierpnia 2025 roku.

## Kobiety
| Konkurencja                                 | Czas     |  | Zawodniczka | Państwo          | Data       | Zawody               | Miejsce          | Źródło |
| ------------------------------------------- | -------- |  | --- | ---------------- | ---------- | -------------------- | ---------------- | ------ |
| Bi-fins                                     |          |  | |                  |            |                      |                  |        |
| 50 metrów                                   | 20.52    |  | Petra Senánszky | Węgry            | 21.07.2017 | World Games          | Wrocław          | [ 6 ]  |
| 100 metrów                                  | 45.16    |  | Petra Senánszky | Węgry            | 22.07.2017 | World Games          | Wrocław          | [ 6 ]  |
| 200 metrów                                  | 1:41.42  |  | Petra Senánszky | Węgry            | 24.06.2016 | Mistrzostwa świata   | Wolos            | [ 6 ]  |
| 400 metrów                                  | 3:44.65  |  | Zuzana Hrašková | Słowacja         | 29.06.2019 | Mistrzostwa Europy   | Janina           | [ 6 ]  |
| Po powierzchni                              |          |  | |                  |            |                      |                  |        |
| 50 metrów                                   | 16.94    |  | Jang Ye-sol | Korea Południowa | 25.06.2016 | Mistrzostwa świata   | Wolos            | [ 6 ]  |
| 100 metrów                                  | 37.75    |  | Yaoyao Hu | Chiny            | 16.07.2024 | Mistrzostwa świata   | Belgrad          | [ 12 ] |
| 200 metrów                                  | 1:25.41  |  | Valeriya Baranovskaya                                                                                                 | Rosja            | 21.07.2017 | World Games          | Wrocław          | [ 6 ]  |
| 400 metrów                                  | 3:11.88  |  | Sofiia Hrechko | Ukraina          | 11.08.2025 | World Games          | Chengdu          | [ 13 ] |
| 800 metrów                                  | 6:46.79  |  | Liu Jiao | Chiny            | 1.08.2011  | Mistrzostwa świata   | Hódmezővásárhely | [ 6 ]  |
| 1500 metrów                                 | 13:01.48 |  | Liu Jiao | Chiny            | 3.08.2011  | Mistrzostwa świata   | Hódmezővásárhely | [ 6 ]  |
| 4x50 metrów                                 | 1:07.99  |  | Xie Wenmin (17.38) Shu Chengjing (17.03) Xu Yichuan (17.14) Hu Yaoyao (16.44)                                         | Chiny            | 11.08.2025 | World Games          | Chengdu          | [ 14 ] |
| 4x100 metrów                                | 2:34.54  |  | Ekaterina Mikhailushkina (39.38) Anna Ber (38.64) Alexsandra Skurlatova (38.37) Vera Ilyushina (38.15)                | Rosja            | 26.06.2016 | Mistrzostwa świata   | Wolos            | [ 6 ]  |
| 4x200 metrów                                | 5:49.86  |  | Valeriia Baranovskaya (1:26.38) Vlada Markina (1:30.59) Mariia Patlasova (1:26.41) Ekaterina Mikhailushkina (1:26.48) | Rosja            | 7.07.2021  | Mistrzostwa świata   | Tomsk            | [ 6 ]  |
| Pod wodą oraz z aparatem oddechowym i butlą |          |  | |                  |            |                      |                  |        |
| 50 metrów                                   | 15.10    |  | Zhu Baozhen | Chiny            | 24.07.2009 | World Games          | Kaohsiung        | [ 6 ]  |
| 100 metrów                                  | 34.46    |  | Zhu Baozhen | Chiny            | 24.08.2009 | Mistrzostwa świata   | Petersburg       | [ 6 ]  |
| 200 metrów                                  | 1:28.05  |  | Huali Yao | Chiny            | 14.07.2024 | Mistrzostwa świata   | Belgrad          | [ 15 ] |
| 400 metrów                                  | 2:53.99  |  | Huali Yao | Chiny            | 15.07.2024 | Mistrzostwa świata   | Belgrad          | [ 16 ] |
| 800 metrów                                  | 6:18.38  |  | Liu Jiao | Chiny            | 18.09.2011 | Finał Pucharu Świata | Yantai           | [ 6 ]  |

Legenda: e – rekord ustanowiony w eliminacjach, sz – rekord ustanowiony na pierwszej zmianie sztafety
Stan na 12 sierpnia 2025 roku.